# (24095) 1999 VN
1999 في أن (ويعرف أيضًا باسم (24095) 1999 في أن وفق تسمية الكوكب الصغير) (بالإنجليزية: 1999 VN)‏ هو كويكب ضمن حزام الكويكبات؛ وترتيبه 24095 من حيث الاكتشاف.
اكتُشف هذا الجُرم الفلكي بواسطة توم ستافورد في 2 نوفمبر 1999.

## وصلات خارجية
- (24095) 1999 VN في قاعدة بيانات مختبر الدفع النفاث لأجرام النظام الشمسي الصغيرة

- الاكتشاف · مخطط المدار ·  العناصر المدارية · المعلمات المادية

- (24095) 1999 VN على موقع ويكي سكاي: DSS2, SDSS, GALEX, IRAS, Hydrogen α, X-Ray, Astrophoto, Sky Map, Articles and images